# 하야시 게이스케
하야시 게이스케(일본어: 林 佳祐, 1988년 7월 25일 ~ )는 일본의 축구 선수이다.

## 구단 경력
과거 비셀 고베, 가이나레 돗토리에서 활동하였다.